# Karl von Ingersleben
Karl Heinrich Ludwig baron von Ingersleben (né le 1er avril 1753 à Potsdam et mort le 13 mai 1831 à Coblence) est haut président des provinces prussiennes de Poméranie, du grand-duché du Bas-Rhin, de Juliers-Clèves-Berg et de la province de Rhénanie.

## Famille
Il est le cinquième enfant du général de division prussien et commandant des gardes du Corps, le baron Johann Ludwig von Ingersleben (1703–1757) et de sa femme Charlotte Dorothea Eva, veuve du major Ernst Friedrich von Platen, née von Herold (1712–1777). Ingersleben se marie le 26 octobre 1783 avec Ulrika Albertine Sophia Ottilie Adamine von Brause (née le 23 mars 1765 à Wusterhausen/Dosse et morte le 28 avril 1846 à Berlin), fille du général de division prussien Karl Wilhelm von Brause (1722-1801) et d'Ottilie Dorothea Sophie Elisabeth von Platen. Le mariage donne naissance à un fils décédé à la bataille de Gross Beeren et une fille, Wilhelmine Johanna Louise baronne von Ingersleben (1784–1850). En 1805, elle épouse Karl Friedrich August von der Recke (1773–1851), président du tribunal régional supérieur de Francfort-sur-l'Oder.

## Biographie
Ingersleben est élève de 1764 à 1765 à l'Académie des chevalerie de Brandebourg. Il entame alors une carrière militaire dans l'armée prussienne jusqu'en 1786. En 1769, il devient cadet dans le 7e régiment de cuirassiers "von Manstein (de)". Pendant la guerre de Succession de Bavière, il est adjudant du général de division von der Marwitz (de). En 1786, Ingersleben se retire du service militaire à sa propre demande.
Après le couronnement du roi Frédéric-Guillaume II, il est promu Rittmeister. Le 30 octobre 1787, il est élu administrateur des arrondissements de Tangermünde (de) et d'Arneburg (de) par la chevalerie de l'Altmark. En 1795, il est transféré à Halberstadt en tant que président de la chambre de guerre et de domaine (de). Il y reste trois ans, jusqu'à ce qu'il soit nommé, le 15 mai 1798, président de la chambre de guerre et de domaine de Poméranie (de) à Stettin en tant que successeur du conseiller privé des finances et président de la Chambre Johann Friedrich von Schütz (de). À l'occasion de son changement, la Chambre frappe une pièce de monnaie commémorative et publie un article dans la revue littéraire Göttinger Musenalmanach (de). En Prusse, le servage des paysans des domaines est aboli en 1799 dans le cadre de la constitution agraire prussienne (de). Le fait que cette réforme a été menée à bien à Stettin serait essentiellement dû à l'engagement personnel d'Ingersleben. C'est à lui que l'on doit l'idée d'accorder également la liberté personnelle aux paysans.
Dès le 19 juin 1799, il présente son plan de suppression des services, son objectif étant que l'État ne subisse aucun préjudice. Dès le 16 juillet 1799, le roi approuve le plan, qui doit mener à bien la suppression des services "sans aucun bruit" ; le 21 septembre 1799, Ingersleben s'attèle aux dispositions d'application. Au 12 mai 1804, 173.075 jours de service de serrage et 204.584 jours de service manuel ont été supprimés dans les 40 bureaux de Poméranie chez les 5000 paysans du domaine ; dans 25 bureaux, le travail est alors déjà complètement supprimé. L'État a enregistré un excédent de 23.011 thalers. En échange, le roi veut le nommer ministre pour la région Basse-Saxe-Westphalie. Mais le comte Schulenburg-Kehnert le déconseille, car il serait entré en conflit avec von Stein.

### Sous Napoléon
Au lieu de cela, il devient commissaire civil le 24 janvier 1806, aux côtés de Schulenburg-Kehnert, chargé de l'administration de l'électorat de Brunswick-Lunebourg. Le 15 février 1806, Ingersleben obtient la présidence de la commission dont la mission délicate est de veiller à la neutralité de l'électorat dans la guerre entre la France et l'Angleterre. En été, Schulenburg-Kehnert démissionne et Ingersleben lui succède. Il se voit confier quelques tâches désagréables, comme l'introduction de l'étalon monétaire prussien, malgré l'opposition des Hanovriens. Fin septembre, le roi ordonne en outre de compléter l'armée prussienne avec du matériel provenant du Hanovre, et le 2 octobre, l'ordre est donné de faire participer également le pays aux frais de guerre. Il est nommé ministre d'État le 16 septembre 1806, bien qu'il doive informer le roi de la résistance croissante du Hanovre. Ingersleben peut toutefois obtenir quelques résultats pour le Hanovre, les finances de l'État peuvent être mises en ordre et il réussit à obtenir des fonds prussiens pour la forteresse hanovrienne de Hamelin (de). La bataille d'Iéna montre ce qu'il pense de la situation, les anciens ministres reprennent les affaires à Hanovre le 20 octobre 1806 et l'aigle prussien est démonté sans qu'Ingersleben ne proteste. Il quitte le Hanovre le 22 octobre 1806 et arrive à Stettin le 27 octobre 1806, où la direction générale (de) est évacuée. Les ministres Otto von Voß et Stein partent le même jour pour Dantzig, tandis qu'Ingersleben est bloqué à Stettin à cause d'une panne. Les restes de l'armée prussienne capitulent à Prenzlau et les citoyens de Stettin pressent Ingersleben de reprendre l'administration de la province, qui est également en cours de dissolution. Le président de la chambre Friedrich von Schuckmann, aurait été compétent, mais il n'a été nommé que le 8 octobre et n'est pas présent. Il prend donc en charge les affaires par procuration et demande au roi l'autorisation de les reprendre. Son ordre le plus important est tout d'abord de transférer le trésor de guerre de 253 000 thalers à Dantzig via Swinemünde par mer.
Entre-temps, les premières troupes françaises ont atteint Stettin et exige la reddition, ce qui est refusé. L'après-midi, la demande est réitérée. Le gouverneur Friedrich Gisbert Wilhelm von Romberg se concerte avec ses officiers ; à la surprise d'Ingersleben, la forteresse est livrée sans combat. Le fait qu'il n'a rien fait pour empêcher cela et qu'il a même participé à la négociation des conditions de la reddition lui est reproché plus tard. Ingersleben est  suspendu et une enquête est ouverte contre lui. Les dossiers ne sont pas conservés, mais une lettre du chancelier d'État, le prince Hardenberg, datée du 15 mars 1816, indique qu'Ingersleben" est totalement lavé de toute accusation". Il reste néanmoins sans emploi entre 1806 et 1812. Le fait que son frère Friedrich Wilhelm a remis le 1er novembre 1806 la forteresse de Custrin, richement approvisionnée, à une troupe de cavaliers français sans y avoir été invité, peut avoir contribué à cette situation. Friedrich Wilhelm est condamné à mort par contumace en 1807 et n'est pas gracié par le roi comme dans d'autres cas. Le frère de Karl est mort hors de Prusse en 1814.

### 1812 à 1816
Le 25 juin 1812, le roi le nomme - à la demande des États de Poméranie - président du gouvernement poméranien organisé peu de temps auparavant et basé à Stargard-en-Poméranie, à la place du conseiller financier Ernst Ludwig Hering (1752-1832). En tant que tel, il doit s'occuper des troupes revenant de Russie ; lorsque les guerres napoléoniennes éclatent en 1813, il peut mettre sur pied le régiment national de cavalerie poméranien, dans lequel son fils unique sert ensuite comme lieutenant. Son fils est mort le 23 août 1813 lors de la bataille de Gross Beeren. Au printemps 1814, le gouvernement est transféré de Stargard à Stettin et la même année, il est décoré par le roi de la croix de fer avec un ruban blanc pour ses services. En juillet 1815, il obtient le poste nouvellement créé de haut président de Poméranie. Le 19 octobre 1815, il est chargé d'organiser la reprise de la Poméranie suédoise. Il se distinguait par sa grande habileté. Il se distingue par son habileté. Le roi de Prusse lui décerne alors l'ordre de l'Aigle rouge de 1re classe, et le roi Charles XIII de Suède la croix de commandeur de l'ordre de l'Étoile polaire.

### Transfert vers le Rhin
Le 10 janvier 1816, Hardenberg transfère le gouverneur général de la Rhénanie, Johann August Sack, en Poméranie et Ingersleben est nommé président en chef sur le Rhin. Il reçoit l'administration du grand-duché du Bas-Rhin avec son siège à Coblence et les districts de Coblence, Trèves et Aix-la-Chapelle. Cette nomination provoque la colère de Gneisenau, le général commandant du corps d'armée rhénan, qui est un ami de Sack. Mais le chancelier Hardenberg et le ministre de la Guerre Boyen réussissent à le convaincre. Le 23 mars 1816, Ingersleben prend le relais. Comme à Halberstadt et en Poméranie, il jouit d'une grande popularité sur le Rhin. Il n'a de désaccord qu'avec le président du district von Schmitz-Gollenburg.
En 1817, il participe à l'élaboration de la nouvelle constitution de l'armée avec les présidents Sack, Schön, Auerswald, Vincke, Solms et Merkel. Il est partisan d'un système de milice, mais rencontre de nombreuses difficultés même avec l'introduction des exercices du dimanche de la Landwehr.
Lorsqu'il rencontre George IV à Wetzlar en 1821, celui-ci lui décerne la Grand-croix de l'ordre de Guelfes pour ses services rendus au Hanovre. Le 24 février 1822, le comte Frédéric de Solms-Laubach, premier président de la province de Juliers-Clèves-Berg, qui englobe les districts administratifs de Cologne, Düsseldorf et Clèves, décède. Il reçoit alors les fonctions de ce dernier. Sur le plan militaire, le général von Hake a remplacé Gneisenau, Hake est remplacé par von Thielmann ; en octobre 1824, le neveu de von Ingersleben, le général von Borstell, prend la tête de l'armée du Rhin. Dans le système scolaire, il réussit à faire passer les réformes de Johannes Schulze (de) et Gerd Eilers (de) et il est ami avec l'archevêque de Cologne, von Spiegel. Il soutient également la rénovation de la cathédrale de Cologne. La navigation à vapeur sur le Rhin est établie sous son administration. En 1828, alors qu'il fête ses 60 ans de service, il est fait chevalier de l'ordre de l'Aigle noir par le roi le 20 octobre de la même année
Il meurt le 13 mai 1831 d'une embolie pulmonaire et est enterré avec une grande participation de la population.